# Byblia nigrifusa
Byblia nigrifusa är en fjärilsart som beskrevs av James John Joicey och Talbot 1921. Byblia nigrifusa ingår i släktet Byblia och familjen praktfjärilar. Inga underarter finns listade i Catalogue of Life.